# Hilton Head Classic 1976
L'Hilton Head Classic 1976 è stato un torneo di tennis. È stata la 3ª edizione del torneo, che fa parte dei Tornei di tennis femminili indipendenti nel 1976. Si è giocato ad Hilton Head negli USA dal 12 al 18 ottobre 1976.

## Campionesse

### Singolare
Evonne Goolagong ha battuto in finale  Virginia Wade con il punteggio di 6–3, 6–4

### Doppio
Sue Barker /  Evonne Goolagong hanno battuto in finale  Martina Navrátilová /  Virginia Wade con il punteggio di 6–4, 4–6, 6–3